# Julio Maceiras
Julio César Maceiras (Montevideo, 22 aprile 1926 – 6 settembre 2011) è stato un calciatore uruguaiano, di ruolo portiere.

## Carriera
Con la Nazionale uruguaiana ha preso parte ai Mondiali 1954.